# Monastère de Janja
Le monastère de Janja (en serbe cyrillique : Манастир Јања ; en serbe latin : Manastir Janja) est un monastère orthodoxe serbe situé à Rutoši, dans le district de Zlatibor et dans la municipalité de Nova Varoš en Serbie.
L'église est dédiée à saint Joachim et à sainte Anne.

## Présentation
Le monastère est se trouve dans le canyon de la rivière Uvac, qui constitue aujourd'hui une réserve naturelle,.

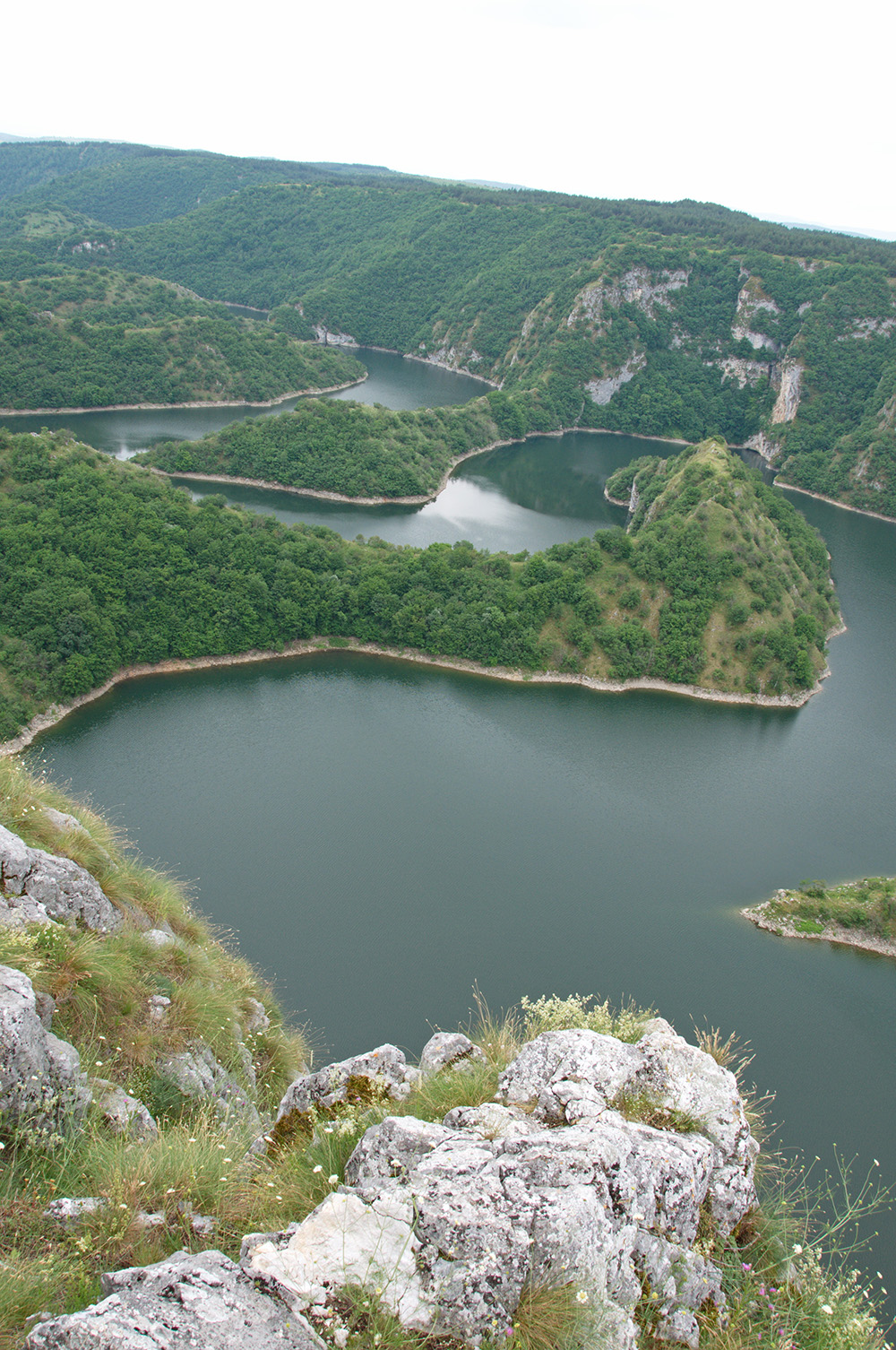
Le canyon de l'Uvac

La période de sa fondation n'est pas connue avec exactitude mais, en fonction de l'architecture de l'église, on suppose qu'il remonte au milieu ou à la fin du XVe siècle. Il a été détruit à la fin du XVIIe siècle. Sur un Évangile conservé au monastère de Žitomislić en Herzégovine, il est précisé que cet ouvrage provient du « monastère sur l'Uvac » et qu'il date de 1671.
Dans le cadre du projet « Sur les eaux sacrées du Lim », une équipe du Musée national d'Užice a engagé des fouilles sur le site en 1993. Les bases d'une église dotée d'une nef unique mesurant 9,30 m de long sur 6 m de large ont été dégagées ; y ont également été mis au jour la table en marbre d'un autel, des restes de chandeliers et de lustres, des morceaux de céramiques ainsi que des fragments de fresques sur la partie inférieure des murs.
Les travaux de reconstruction du monastère ont commencé en 2008, en présence de l'évêque Filaret et de moines de l'éparchie de Mileševa. En 2011, l'essentiel des travaux de l'église ont été achevés. L'iconostase de l'église a alors été peinte par Ivan Kovalčik Mileševac de Novi Sad. La remise en état du monastère s'est terminée en juillet 2012.